# Psicología experimental
La psicología experimental es una disciplina científica que considera que los fenómenos psicológicos pueden ser estudiados mediante el método experimental y hace referencia al trabajo realizado por quienes aplican métodos experimentales para el estudio del comportamiento y de los procesos que los sustentan. Los psicólogos experimentales emplean participantes humanos y sujetos animales para el estudio de un gran número de temas que incluyen, entre otros, la sensación y percepción, la memoria, el conocimiento, el aprendizaje, la motivación, la emoción, los procesos de desarrollo y la psicología social, junto con el soporte neural de todos ellos.
El primer laboratorio de psicología experimental fue creado por Wilhelm Wundt en la ciudad de Leipzig en 1879.

## Método experimental
El método experimental implica la observación, la manipulación y el registro de las variables (dependiente, independiente, intervinientes, etc.) que afectan un objeto de estudio. En el caso específico de la psicología, es posible describir y explicar dichas variables en su relación con el comportamiento humano y, por consiguiente, también predecir sus modificaciones. 
Los psicólogos experimentales están interesados, en conocer el comportamiento de un “individuo”, manipulando dentro del laboratorio los factores que puedan afectar o influir en la vida. Usan instrumentos de precisión y exigen un alto grado de control y medición.
Para ello realizan experimentos en humanos, pero sobre todo en animales.
El uso de animales es más frecuente ya que permite, no solo explicar la conducta del hombre por medio de la inferencia, sino porque permite que el investigador pueda disponer de ellos en cualquier momento y bajo cualquier circunstancia. Además, hay ciertos experimentos que no pueden hacerse en humanos por razones éticas que lo prohíben.
Sin embargo, cabe destacar que, en algunos países, la investigación con animales tiende a disminuir debido a las protestas y críticas de los ecologistas y protectores de animales.

## Escuelas psicológicas
El término psicología experimental se refiere más a una clasificación de la psicología en términos metodológicos y no en términos sustantivos. Por lo tanto, cualquier escuela o corriente psicológica que utilice el método experimental es considerada parte de la psicología experimental, independientemente de las consideraciones epistemológicas sobre su objeto de estudio. Áreas como la percepción, la memoria, el aprendizaje y la cognición han sido estudiadas tradicionalmente con el método experimental.

## Historia de la psicología
En su obra Elementos de psicofísica (1860), el psicólogo alemán Gustav Theodor Fechner intentaba demostrar, a través de datos experimentales, la relación entre magnitudes físicas y sensoriales. No fue sino hasta muchos años después, en 1879, cuando Wilhelm Wundt fundó el primer laboratorio de psicología experimental.
Wundt comenzó a medir los tiempos de reacción en pruebas de complejidad variable, donde intentaba identificar los componentes psíquicos internos y a descubrir también las leyes que rigen la dinámica de la psiquis. Wundt y sus ideas de la psicología dominaron en el ámbito académico hasta los inicios del 1900, cuando los métodos introspectivos y el concepto de estudiar la psiquis de manera científica fueron dejados a un lado, por la imposibilidad de explicar fenómenos tales como el pensamiento sin imágenes.
Por esos mismos años, el alemán Hermann Ebbinghaus dirigió una monumental investigación sobre la memoria que implicaba el recuerdo de largas series de sílabas sin sentido, lo que sentó un precedente para las generaciones futuras de psicólogos especializados en el aprendizaje.
Se comenzaron a hacer experimentos de laboratorio con animales, para intentar dotar a la psicología de un rigor científico.
Esto orientó metodológica y conceptualmente al estadounidense Edward Lee Thorndike en sus experimentos con gatos. Más tarde, el estadounidense John Broadus Watson, fundador del conductismo, definiría psicología como ciencia del comportamiento —externo, observable— mas no de la mente y, por lo tanto, excluyó a los fenómenos psíquicos internos como objeto de estudio y a los métodos introspectivos como técnica para estudiarlos.
Sin embargo, la postura de Watson no era aceptada por todos los psicólogos experimentales, ni siquiera en su época. Así, mientras Watson negaba la existencia o relevancia de la conciencia y las imágenes mentales, su contemporáneo Karl Lashley estudió la conciencia de manera experimental.
Algunos años después Edward Tolman postuló que los animales forman representaciones cognitivas de su ambiente espacial, noción que ha sido confirmada por el descubrimiento posterior de las células de lugar en la neurociencia cognitiva.
En la medicina y la neurología no existían trabas para el estudio de la conciencia (pues John Watson y el conductismo no tenían influencia allí), y durante los años 1940s y 50s el neurólogo Wilder Penfield realizó estudios pioneros sobre el rol de la corteza cerebral en las experiencias conscientes.
Durante la revolución cognitiva ocurrida en los años 1950s y 60s, la psicología experimental de EE. UU. abandonó de modo definitivo la idea de que la mente o los procesos privados (entre ellos la conciencia) no pueden ser estudiados de manera científica y rigurosa. Actualmente procesos como la memoria perceptual y la imaginación son ampliamente estudiados de forma experimental.